# Reiner Kunze
Reiner Kunze (* 16 de agosto de 1933 en Oelsnitz en los Montes Metálicos, Alemania) es un poeta, escritor y traductor alemán. Fue disidente en la República Democrática Alemana.

## Biografía
Reiner Kunze nació en el seno de una familia obrera: su padre era minero. Desde 1947 se integró en una rama especial del colegio, que permitía a los hijos de trabajadores acceder a una formación superior. Dos años después, el rector del colegio le propuso como candidato del Partido Socialista (SED). En 1951 finalizó sus estudios en la ciudad de Stollberg en el Erzgebirge. 
A continuación, Kunze estudió Filosofía y Periodismo en la Universidad de Leipzig. Sus primeras poesías fueron publicadas en 1953 en la revista neue deutsche literatur. Al principio, Kunze se guio por el realismo socialista, aunque pronto comenzó a distanciarse de las ideas de la SED. Tras finalizar la carrera en 1955, trabajó como colaborador científico en la Facultad de Periodismo en Leipzig. Su primer volumen de poesía se publicó con el título de Vögel über dem Tau (Pájaros encima de la escarcha).
En 1959 fue acusado de "despolitizar" a los estudiantes, por lo que tuvo que abandonar la Universidad, sin poder terminar el doctorado. Trabajó temporalmente como ayudante de mecánico de maquinaria pesada.
En 1961 y 1962 visitó a menudo Checoslovaquia, donde llegará a tener buenos amigos, lo que se reflejará también en su obra literaria. Realizó sus primeras traducciones al alemán. Allí conoció a la médica Elisabeth Littnerova, con la que contrajo matrimonio en 1961. En 1962 se instaló de nuevo en la RDA, trabajando como escritor independiente y viviendo en la localidad de Leiningen en Turingia. En señal de protesta por la invasión de Checoslovaquia por parte del Pacto de Varsovia, Kunze se dio de baja en el partido socialista (SED) en 1968. También de esos acontecimientos queda constancia en sus libros.
En 1976 se publicó en la República Federal de Alemania su libro Die wunderbaren Jahre (Los años maravillosos), en que Kunze critica fuertemente el sistema en la República Democrática Alemana. El manuscrito había sido llevado clandestinamente a Alemania Occidental.
El 7 de abril de 1977, ante la amenaza de una condena a varios años de cárcel, solicitó, para sí mismo y para su esposa, el poder abandonar la República Democrática Alemana. Su solicitud de pérdida de la ciudadanía fue aprobada en sólo tres días y el 7 de abril de 1977 Kunze se trasladó a vivir, junto con su familia, a la República Federal de Alemania.

## Ediciones en español
- Los años maravillosos. Sudamericana. 1976.
- El león Leopoldo. Círculo de Lectores. 1992. ISBN 9788422643357.